# Was zählt
Was zählt ist ein Lied der deutschen Punkrock-Band Die Toten Hosen. Der Song ist die erste Singleauskopplung ihres Studioalbums Auswärtsspiel und wurde am 23. November 2001 veröffentlicht.

## Inhalt und Musik
Was zählt dreht sich um das Gefühl der Liebe und zu was Menschen im Stande sind, für diese zu tun. So singt Campino aus der Perspektive des lyrischen Ichs über den weiten und anstrengenden Weg, den er gehen musste, um endlich seine Liebe zu sehen. Selbst seine Vergangenheit und Zukunft seien ihm egal, solange sie an seiner Seite sei. Dabei bedient er sich teils archaischer Bilder und Wendungen.

„Wenn nur die Liebe zählt, wenn nur die Liebe zählt

Werd’ ich denselben Weg noch einmal für dich geh’n

Wenn nur die Liebe zählt, wenn nur die Liebe zählt

Will ich dir folgen bis ans Ende dieser Welt“

Das Stück beginnt mit einer Melodie, die Andreas von Holst auf der E-Gitarre spielt und die in der ersten Hälfte der Strophen und im Zwischenspiel wiederkehrt. Sie setzt sich zusammen aus offen klingenden Melodietönen, gedämpften rhythmischen Fülltönen, Dead-Notes und einem Viertel-Delay-Effekt. Zudem spielen alle Gitarren zusammen einen dominanten Rhythmus mit einem warmen, jedoch stark verzerrten Sound im zweiten Teil der Strophen und Powerchords im Refrain.

## Produktion
Der Song wurde von dem Musikproduzenten Jon Caffery in Zusammenarbeit mit Die Toten Hosen produziert. Als Autor des Texts fungierte Sänger Campino, während die Musik von Michael Breitkopf und Andreas von Holst geschrieben wurde.

## Musikvideo
Bei dem zu Was zählt gedrehten Musikvideo führte Ralf Schmerberg Regie. Es zeigt die Band, die das Lied nachts in einem leeren Hochhaus in Berlin spielt. In den Fenstern erzeugen computergesteuerte Lampen von außen sichtbare Muster. Das Video entstand kurz nach den Terroranschlägen vom 11. September 2001 und zeigt unter anderem die damals hohe Polizeipräsenz in der deutschen Hauptstadt. In einer kurzen Einstellung tragen Menschen mit überdimensional großen Köpfen aus Pappmaché, die Osama bin Laden und George W. Bush darstellen, ein großes Herz durch die nächtlichen Straßen. Drehort war das Haus des Lehrers, die Lichtinstallation war das Projekt Blinkenlights.

## Single

### Covergestaltung
Das Singlecover zeigt eine Collage aus sechs Schwarz-weiß-Fotos verschiedener Hochzeitspaare. Im Vordergrund befinden sich die Schriftzüge Die Toten Hosen und Was zählt in Weiß bzw. Rot.

### Titelliste
1. Was zählt – 4:40
2. Hängt ihn höher – 2:37
3. Drüber reden – 1:42
4. Schöner warten – 3:57

### Chartplatzierungen
Was zählt stieg am 10. Dezember 2001 auf Platz 16 in die deutschen Singlecharts ein und konnte sich neun Wochen lang in den Top 100 halten. In Österreich belegte das Lied Rang 54 und in der Schweiz Position 46, wobei es sich jeweils sechs Wochen in den Charts hielt.
| ChartsChartplatzierungen | Höchstplatzierung | Wochen |
| ------------------------ | ----------------- | ------ |
| Deutschland (GfK)        | 16 (9 Wo.)        | 9      |
| Österreich (Ö3)          | 54 (6 Wo.)        | 6      |
| Schweiz (IFPI)           | 46 (6 Wo.)        | 6      |